# 本堂城
本堂城（日语：／ Hondō-jō *）是一座位於日本秋田縣仙北郡美郷町的城。城跡是縣指定史跡。